# Будьярджо, Эстер
Эстер Будья́рджо (индон. Esther Budiardjo; род. 24 сентября 1972, Джакарта) — индонезийская пианистка.
Окончила Консерваторию Новой Англии, училась у Льва Власенко и Рассела Шермана. В 1996 г. удостоена первой премии Международного конкурса пианистов имени Капелла и дебютировала на сцене нью-йоркского Линкольн-центра, вызвав весьма высокую оценку музыкальной критики, отмечавшей, в частности:

Фортепиано у неё превращается в своего рода идеальный человеческий голос, балансирующий на грани слова и дающий жизнь плавно льющимся мелодиями с тончайшими динамическими градациями, паузами и ускорениями, которые заставят вас подумать, что инструмент умеет дышать.
Оригинальный текст (англ.)Her piano became a sort of idealized human voice, poised on the brink of words and delivering seamless melodies with the kind of subtle dynamic gradations, pauses and rushes that might almost make you think the instrument had to breathe.

К 2006 году Будьярджо записала четыре альбома, посвящённых, главным образом, традиции немецкого романтического пианизма: Феликс Мендельсон, Иоганнес Брамс, Мориц Мошковский, Адольф фон Гензельт (двойной альбом, 2005), Леопольд Годовский.
С 1999 г. гражданка США. В настоящее время живёт в Ванкувере, однако продолжает участвовать в наиболее значительных музыкальных событиях Индонезии, Малайзии и Сингапура.